# Аја Санта Марија I (Кјети)
Аја Санта Марија I (итал. Aia Santa Maria I) је насеље у Италији у округу Кјети, региону Абруцо.
Према процени из 2011. у насељу је живело 38 становника. Насеље се налази на надморској висини од 263 м.